# جامع الغازي خسرو بك

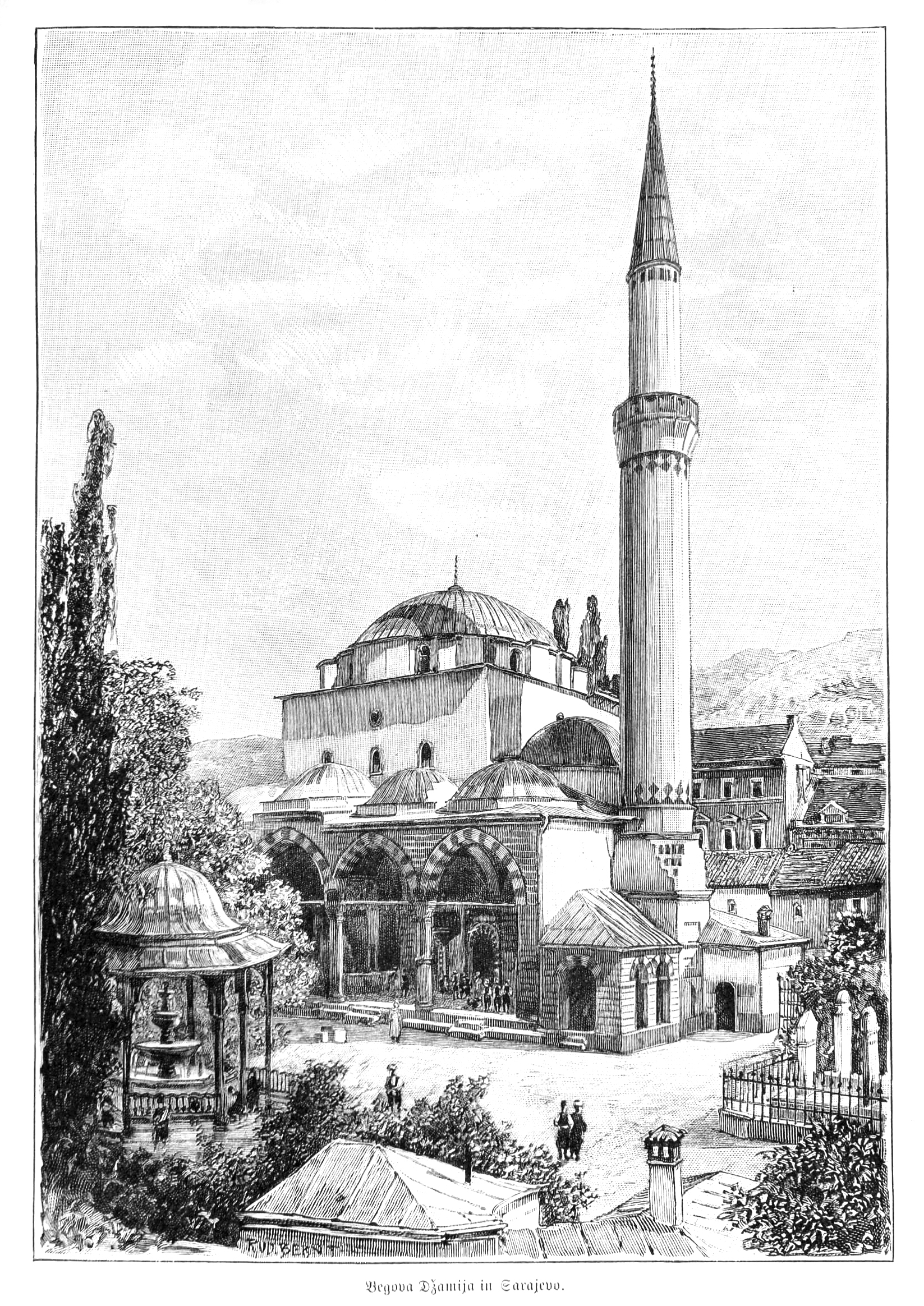
المسجد في 1900

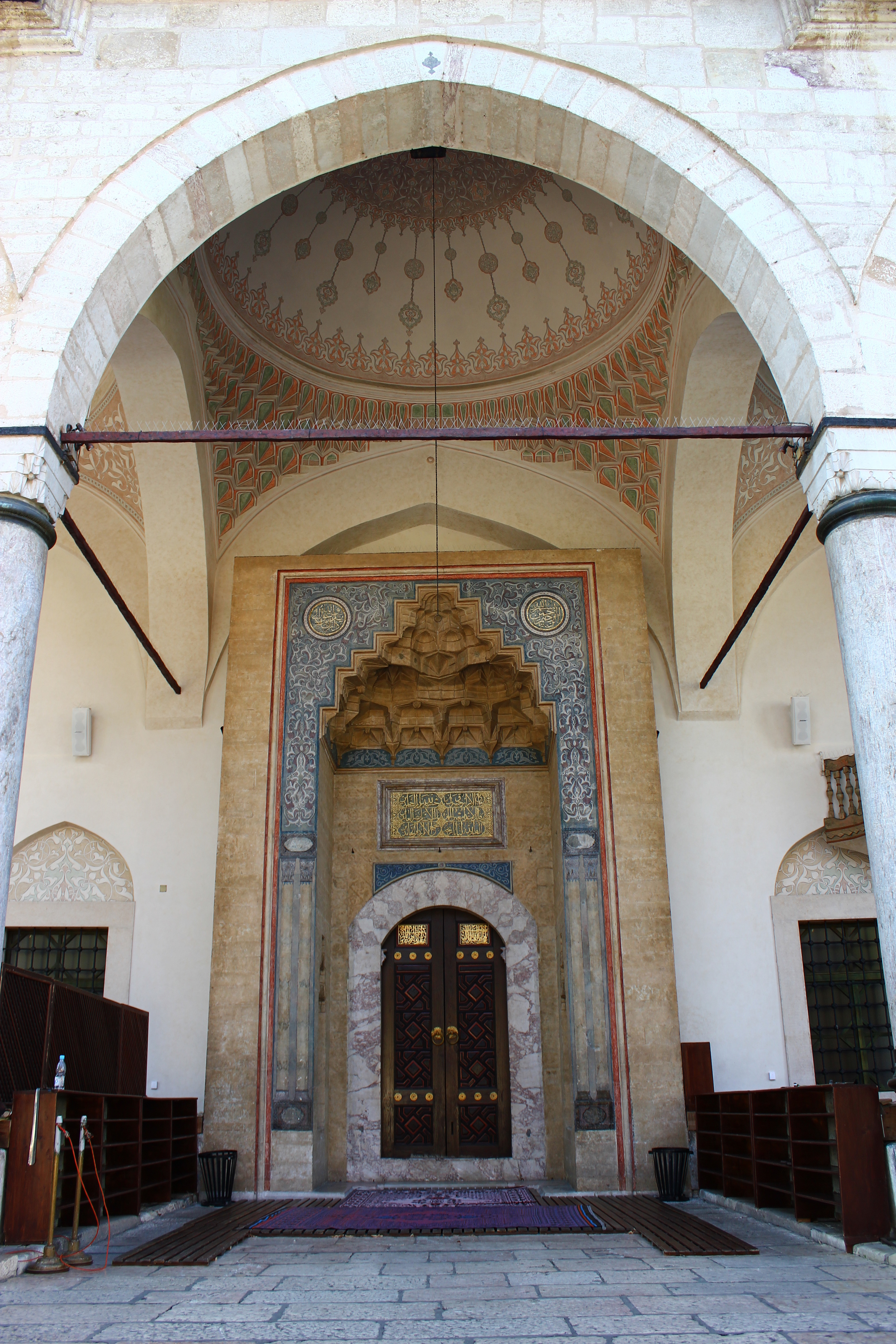
مدخل المسجد

جامع الغازي خسرو بك ، مسجد جامع يقع في مدينة سراييفو في البوسنة والهرسك. وبني على يد الغازي خسرو بك 
بُني الجامع عام 1530 منذ 5 قرون عندما كانت البوسنة والهرسك جزءً من الدولة العثمانية، من قبل المعمار التبريزي عجم علي، وبأمر من حاكم ولاية البوسنة العثماني، الغازي خسرو بك.
ورغم عدم كونه أول جامع بني في المدينة عقب فتحها من قبل العثمانيين، إلا أنه الأهم فيها، فضلاً عن إسهامه الكبير في تمدّن سراييفو التي كانت حينها عبارة عن قضاء صغير.
ويقع جامع خسرو بك حاليًا بجانب برج الساعة التاريخي المشيّد في القرن الـ 16، ضمن السوق الرئيسي في قلب العاصمة سراييفو.
ورغم الاعتداءات التي تعرض لها الجامع التاريخي في العهود المختلفة، إلا أنه تم ترميمه والمحافظة على أصله، ليتم نسخ جماله على الهدايا التذكارية، والحديث عنه في العديد من الأفلام الوثائقية
وعلى مر القرون الماضية، كان الجامع موضع إحياء العديد من التقاليد الإسلامية، حيث لا يزال يُرفع فيه الأذان بالصوت المجرد لا عبر المكبرات، ويُختم فيه القرآن كل يوم بعد صلاة الظهر بناء على وصية خسرو بك.
ويتميز الجامع الذي يعدّ نقطة التقاء السياح المحليين والأجانب، بكونه أول جامع حول العالم يستخدم شبكة الكهرباء.
وخلال شهر رمضان المبارك، يزداد الإقبال على الجامع عبر حلقات قراءة القرآن نهاراً وصلاة التراويح ليلاً، ليتحول في هذا الشهر إلى «القلب النابض» للمدينة.
قال مصطفى واترانجاق، رئيس مجلس أمناء وقف خسرو بك، إن مؤسستهم الوقفية تضم العديد من الأملاك الأخرى مثل الدكاكين، والحمامات، والخانات المحيطة بالجامع، وتشكل مصدر دخل للوقف وللجامع.
وأوضح واترانجاق خلال حديثه للأناضول، أن خسرو بك أسهم بشكل كبير في تطور سراييفو واكتسابها الهوية المدنية، وبعد وفاته تحولت سراييفو إلى مركز وصل عسكري، وإداري وعلمي بين الشرق والغرب.
وأشار إلى ترميم الجامع مرات عدة نتيجة تعرضه للأضرار وأعمال التخريب خلال العهود الماضية، وتم ترميمه لأول مرة سنة 1739 عقب الحريق الذي تعرضت له المدينة على يد أمير سافوي سنة 1697.
وكان لجامع خسرو بك نصيب كبير من الأضرار خلال الحرب البوسنية التي وقعت في الفترة بين عامي 1992-1995.
وفي يومنا الحالي يعد الجامع مركز اهتمام وجذب للسياح، حيث زاره العام الماضي أكثر من 40 ألف شخص، وفقاً لما ذكره واترانجاق.
بدوره، قال الحافظ عصمت سباهيج، أحد الأئمة الجامع في الفترة بين عامي 1985-2009، إن الجامع يحمل أهمية كبيرة لدى سكان مسلمي البوسنة والهرسك، مبيناً أنه يعد «صمام أمان» بالنسبة لهم.
وأشار سباهيج أن خسرو بك قدّم الكثير من الخيرات لسراييفو، وأنه لا يزال حيًَّا في قلوب سكان المدينة.
وحتى يومنا هذا، لا يزال جامع غازي خسرو بك في العاصمة البوسنية سراييفو، يجذب الأنظار ببنائه التاريخي وجماله المعماري

## معرض صور

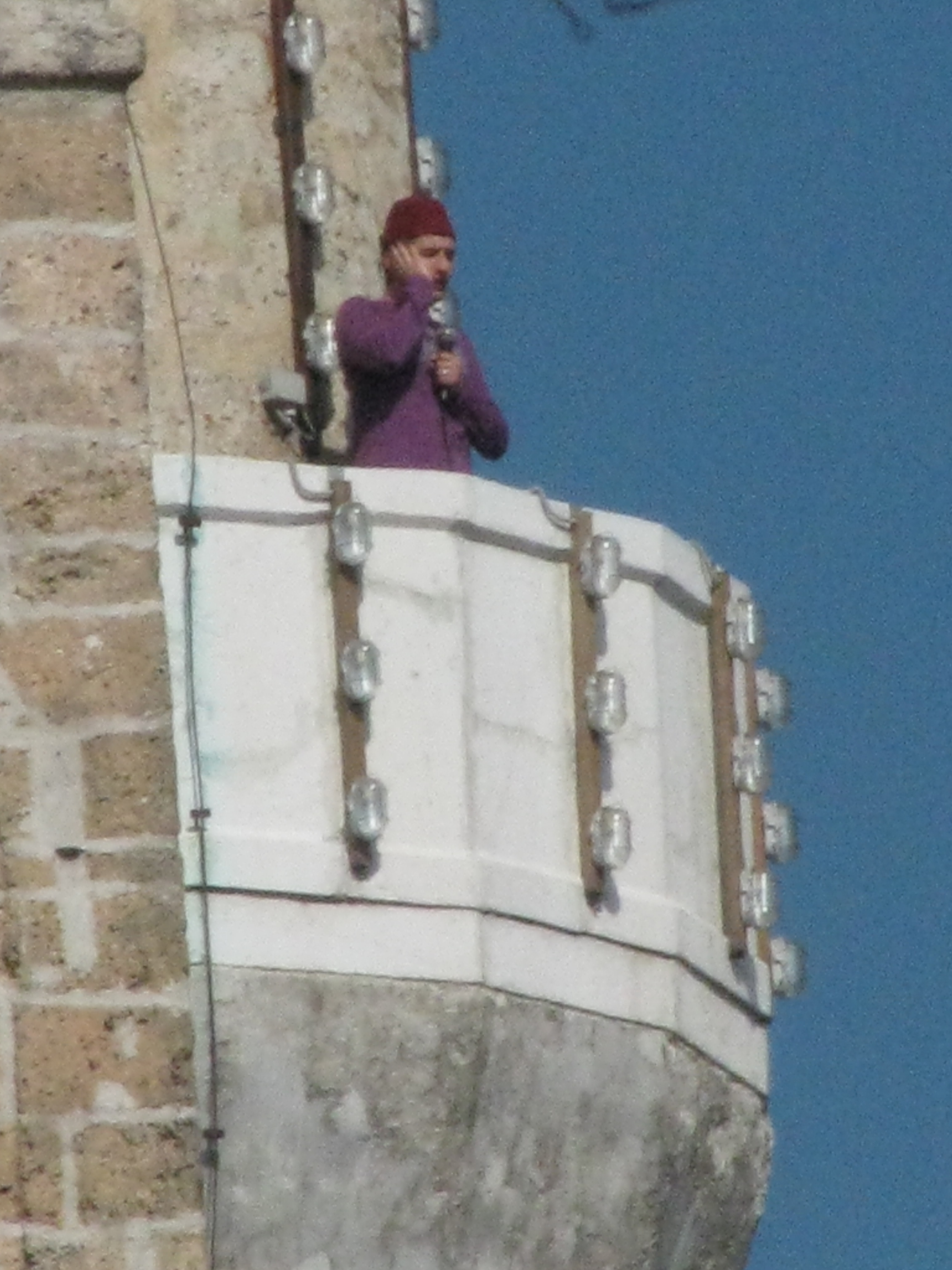
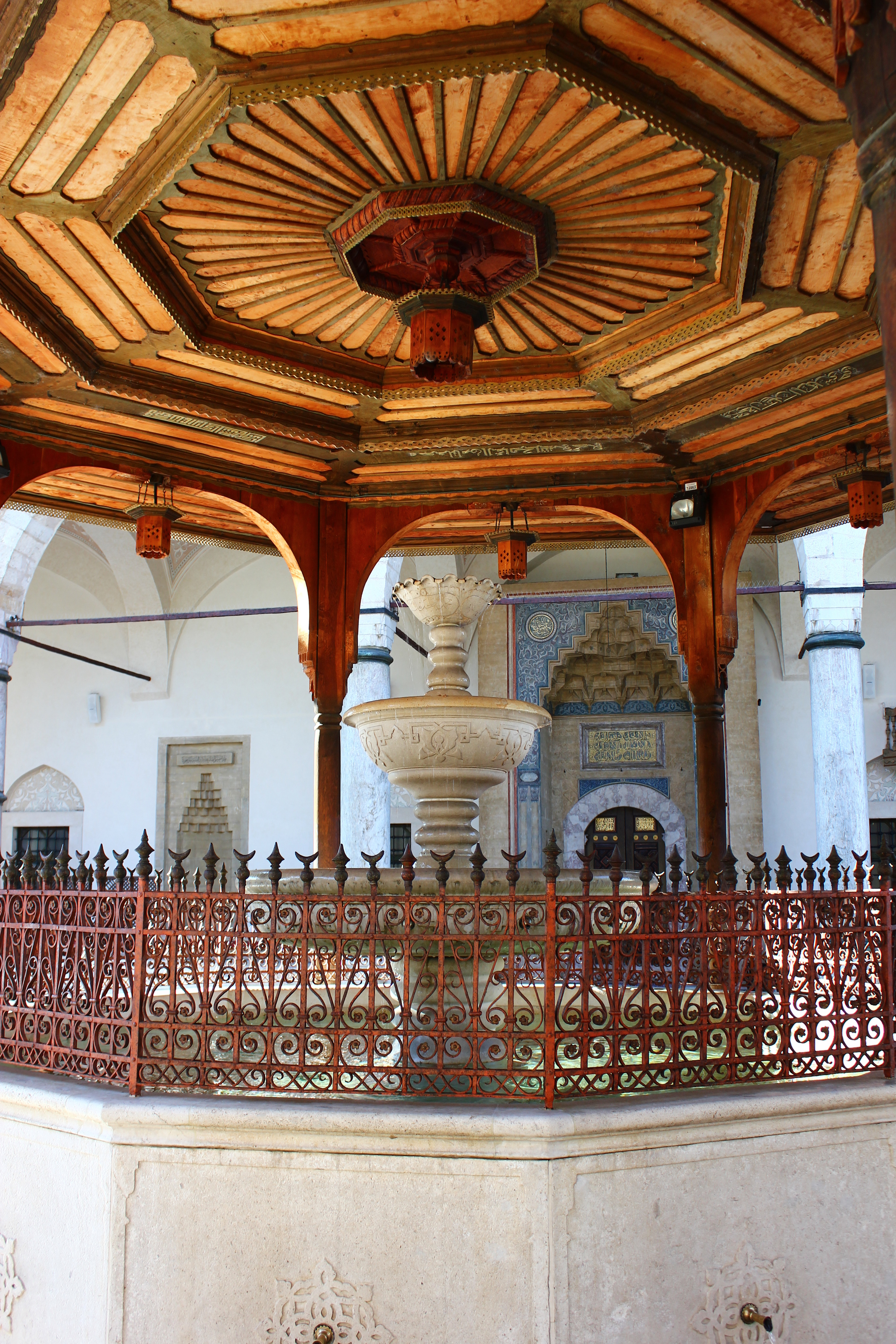
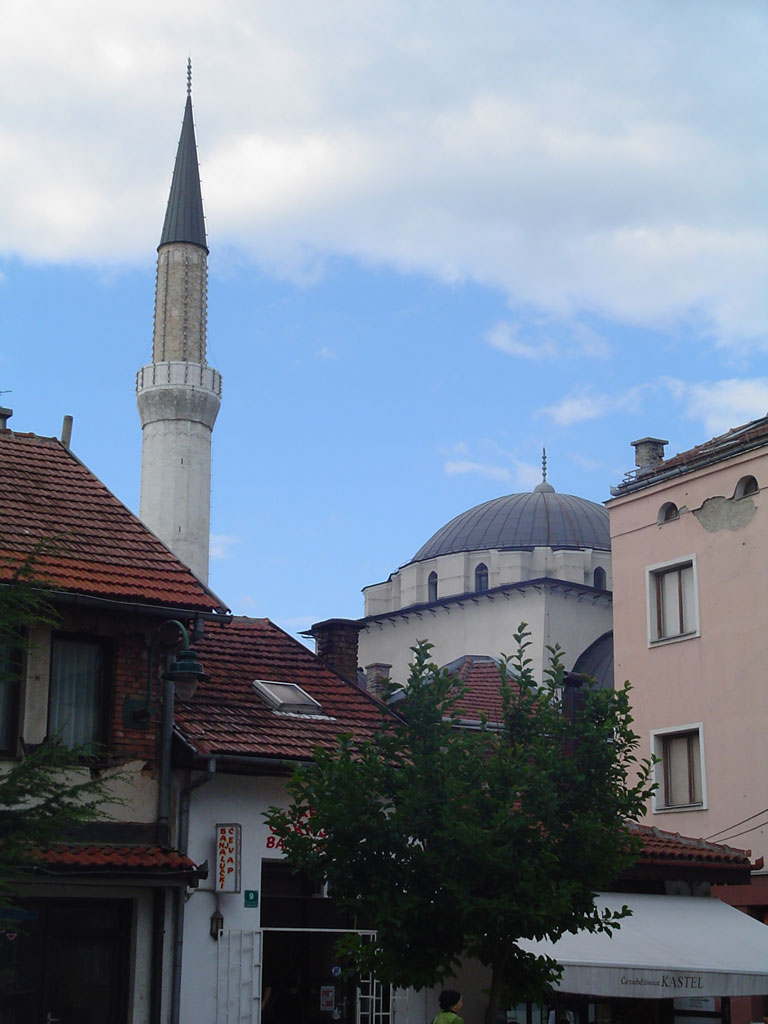
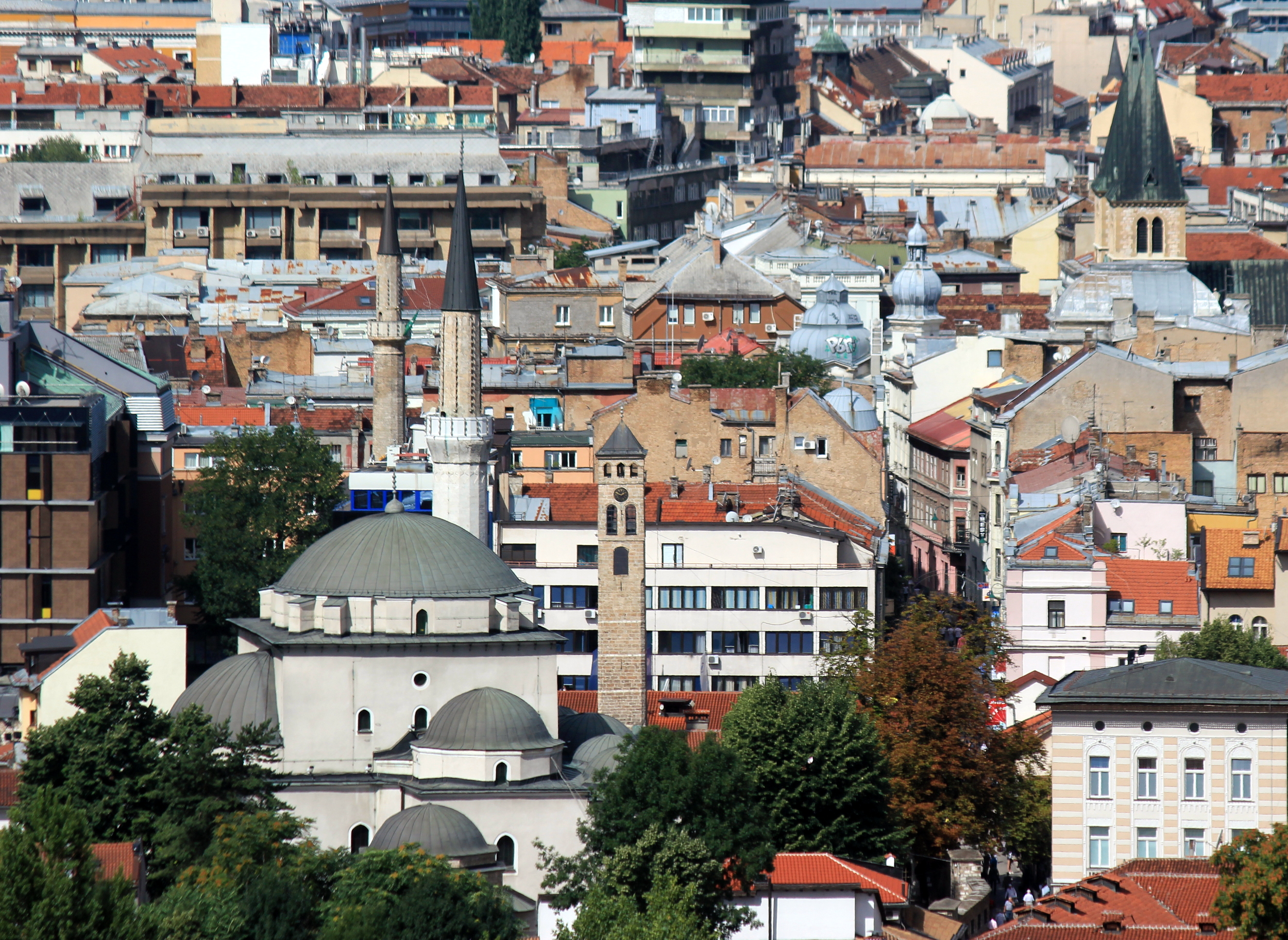